# Таранакі
Таранакі (англ. і маор. Taranaki) — один з шістнадцяти регіонів Нової Зеландії, розташований у західній частині Північного острова. Населення 110 500 осіб, площа регіону — 7,258 км². Найбагатший регіон країни, ВВП на душу більш ніж у півтора рази вищий загальнодержавного. Адміністративний центр — містечко Стретфорд, проте в найбільшому місті Нью-Плімуті мешкає майже половина населення регіону.
Регіон отримав назву за маорійською назвою своєї найвищої вершини — гори-стратовулкану Таранакі (англійська назва — гора Еґмонт), висота 2518 м н.р.м..
До складу регіону входить майже три округи (територіальні управління): Нью-Плімут, Стретфорд та Південний Таранакі.

## Географія

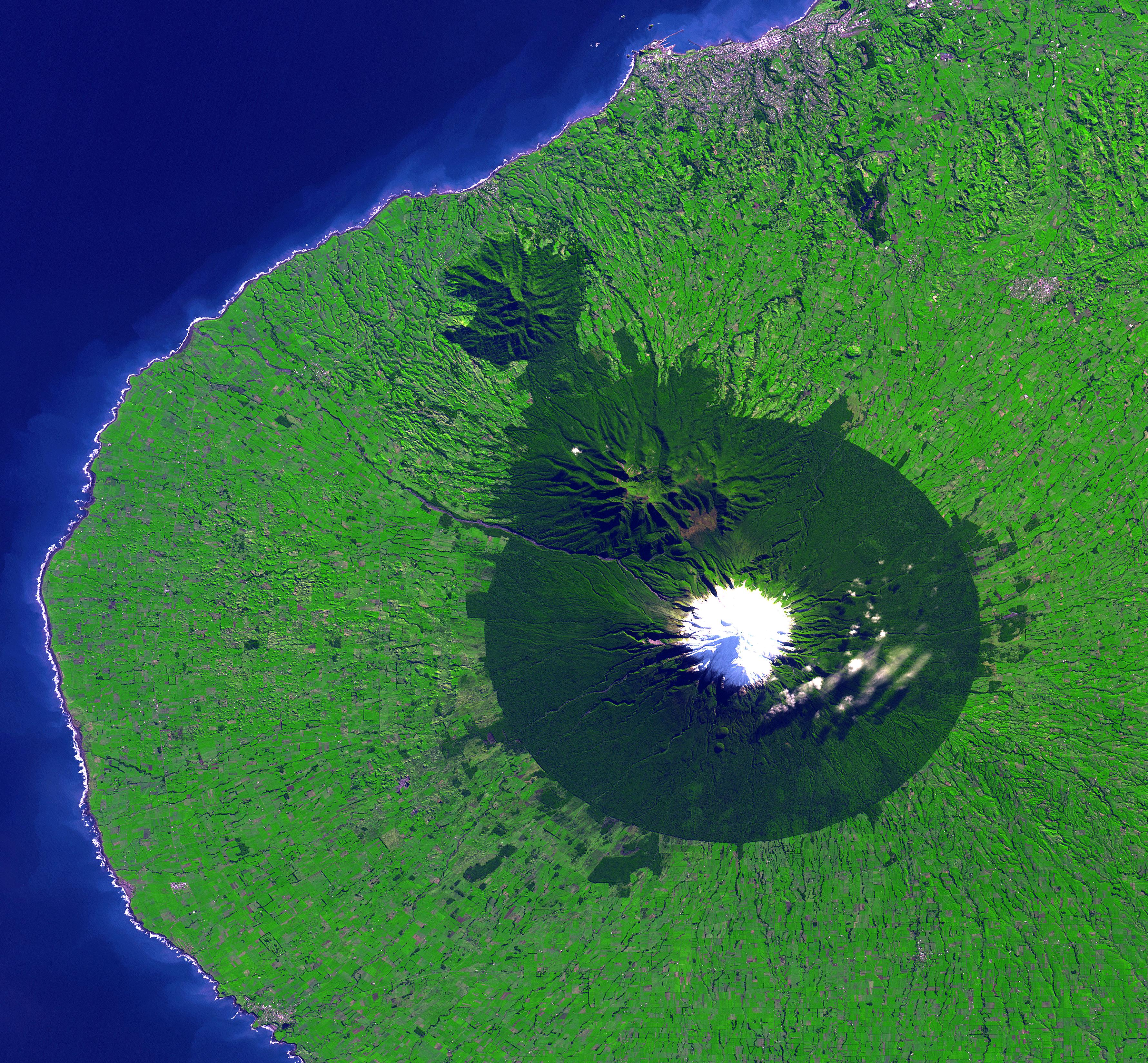
Супутникове фото зах.частини регіону. Вулкан Таранакі. Місто Нью-Плімут (зверху).

Регіон Таранакі розташований в західній частині Північного острова. За формою схожий на рівносторонній трикутник, північна та південна сторони якого омиваються Тасмановим морем (частина Тихого океану). Східною стороною проходить суходільна межа з регіоном Манавату-Вангануї, на північному сході невеликий відтинок межі з регіоном Ваїкато.
Регіон Таранакі розкинувся по лінії північ—південь на 130 км, захід—схід на 100 км. Більша частина регіону горбиста рівнина, єдина гора засніжений вулкан Таранакі, висотою 2518 м н.р.м. (39°17′47″ пд. ш. 174°03′53″ сх. д. / 39.29639° пд. ш. 174.06472° сх. д.).
Гора Егмонт (Таранакі) та її вкриті дощовими лісами відроги, радіусом шість миль (9.6 км) від вершини з 1881 мають охоронний статус. Пізніше 1900 року з утворенням Національного парку Егмонт, охоронний статус отримали також нижчі північно-західні вершини Поуакай (англ. Pouakai) та Каїтаке (англ. Kaitake). Нині Егмонт, є одним з чотирьох національних парків Північного острову, площа 335 км² (4.6% регіону).

## Геологія
В західній частині регіону Таранакі, здіймається молодий та активний стратовулкан Таранакі. Менші виверження відбуваються в середньому раз на 90 років, більші двічі на тисячоліття. Останнє значне виверження було бл. 1655 року, менше — 1854 року.
Часті землетруси. Один з найсильніших — 6.0 балів трапився 14 липня 1963 за 4 кілометри на схід від межі регіону, в малолюдній місцині.

## Економіка
Станом на березень 2013 року річний ВВП Таранакі становить 8.2 млрд $ (3.9% загальнонаціональної економіки). ВВП на душу найвищий у державі та на 56% вище загальнодержавного  74 341 $ (понад 750 тис ₴/рік), по державі (47 532 $). 
Економіка регіону має найвищі темпи зростання серед усіх регіонів країни, з 2007 до 2013 ВВП зріс на 47,5%, це майже вдвічі швидше аніж загальнодержавний розвиток (24.5% за цей же період). 

## Населення

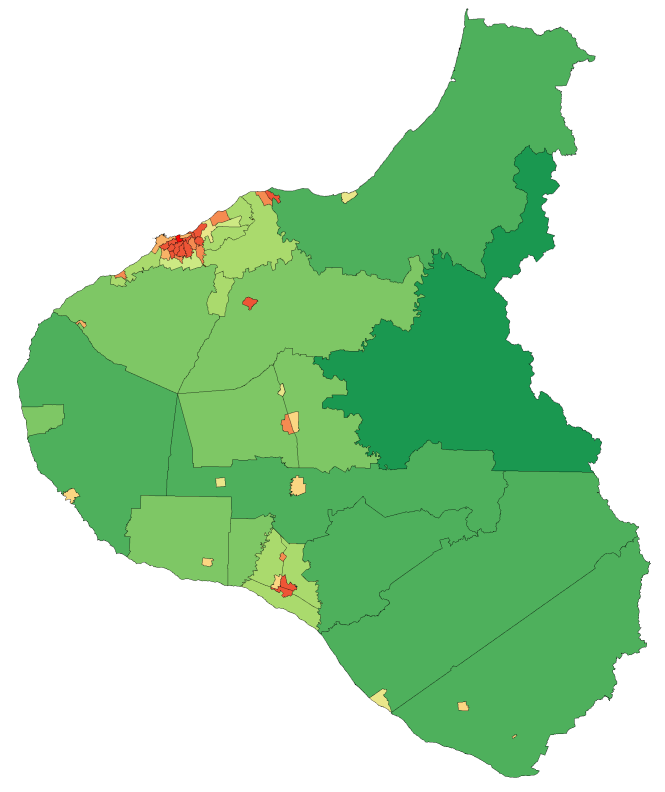
Щільність населення ^{(перепис 2006)}

Станом на середину 2013 населення Таранакі становить 110 500 (2.47% населення Нової Зеландії). Регіон є десятим за чисельністю та шостим за щільністю населення в державі, 15.22 особи/км². 
Впродовж останніх семи років регіон має позитивну динаміку приросту населення на 450 людей щороку, негативне міграційне сальдо (-150 осіб) та природний приріст (+600 осіб). 
Населення Таранакі, як і більшість людства старіє, середній вік з 2007 до 2013 постарішав майже на два роки та становить 39.7 років (сер.2013). Віковий розподіл: 0-14 років — 20,6%, 15-39 — 26,7%, 40-64 — 32,8% , 65+ — 16,9%. 
Майже половина населення 48,7% (53 400 осіб) сконцентрована в найбільшому місті регіону — Нью-Плімуті. 

      Населенні пункти, понад 1000 осіб(пер.2013):
- 53 400 Нью-Плімут
- 11 100 Хавера[en]
- 6,483 Ваїтара[en]
- 5,463 Стретфорд[en]
- 3,243 Інглевуд[en]
- 1,941 Елзам[en]
- 1,335 Опунаке[en]
- 1,101 Патеа[en]

## Адміністративний устрій
Таранакі є одним з 11 дворівневих регіонів Нової Зеландії. Значна частина питань вирішується на рівні територіальних управлінь — округів.
До регіону Таранакі входить три округи (територіальні управління). Округ Стретфорд входить у два регіони: до Таранакі (68.1% площі, де проживає 98,4% осіб) та Манавату-Уангануі (відповідно 31,9% та 1,6% населення).
| Назва                                                  | Англійська     | Площа (км2) | Населення (оц.2013-07-01) |   | Щільність осіб/км² |
| ------------------------------------------------------ | -------------- | ----------- | ------------------------- | - | ------------------ |
| Нью-Плімут                                             | New Plymouth   | 2,209       | 74 184                    | ▲ | 33.58              |
| Південний Таранакі                                     | South Taranaki | 3,575       | 26 580                    | ▲ | 7.43               |
| Стретфорд*                                             | Stratford      | 1,474       | 8,988                     | ▲ | 6.10               |
| Таранакі                                               | Taranaki       | 7,258       | 109 608                   | ▲ | 15.1               |
| * — Стретфорд лише частково входить в регіон Таранакі. |                |             |                           |   |                    |